# Abraham Cheroben
Abraham Naibei Cheroben, né le 11 octobre 1992 au Kenya, est un athlète de Bahreïn, spécialiste des courses de fond. 

## Carrière
Abraham Cheroben représente Bahreïn depuis 2016.
Il termine 10e du 10 000 m lors des Jeux olympiques de 2016 à Rio de Janeiro.
Il établit en 27 min 38 s 76 son meilleur temps de la saison 2017 à Bakou.